# Parkdale (Arkansas)
Parkdale város az USA Arkansas államában, Ashley megyében. Lakosainak száma 172 fő (2020. április 1.).

## Népesség
A település népességének változása:

| 2010 | 277 |
| 2020 | 172 |